# Dilobopterus trinotata
Dilobopterus trinotata är en insektsart som beskrevs av Victor Antoine Signoret 1853. Dilobopterus trinotata ingår i släktet Dilobopterus och familjen dvärgstritar. Inga underarter finns listade i Catalogue of Life.